# Джек Річер
«Джек Річер» (англ. Jack Reacher) — фільм режисера Крістофера МакКуоррі знятий за романом письменника Лі Чайлда «Постріл» у 2005 році, в головній ролі Том Круз. Слоган фільму — «Закон має межі. Він — ні». Прем'єра в США відбулася 21 грудня 2012 року, в Україні — 10 січня 2013 року.
У кінці 2016 року вийшло продовження фільму — Джек Річер: Не відступай.

## Сюжет
У Піттсбурзі снайпер розстрілює п'ятьох перехожих. Детектив Емерсон йде по гарячих слідах і заарештовує колишнього армійського снайпера Джеймса Барра, надаючи неспростовні докази його вини. Хоча окружний прокурор Алекс Родін пропонує обвинуваченому укласти угоду з органами правосуддя, той відмовляється. Натомість Барр просить запросити відставного дізнавача військової поліції Джека Річера, який нині переховується. Річер зустрічається з адвокатом Барра — Елен Родін (дочкою прокурора Алекса Родіна) і підтверджує той факт, що подібна ситуація уже була в житті обвинуваченого. Попри те, що тоді під час служби в Іраку Барр розстріляв п'ятьох співробітників приватної охоронної компанії, Річер закрив справу. Причиною того став факт зґвалтування убитими 28 іракських жінок.
Елен наймає Річера і той знаходить в справі чимало неточностей. Чому досвідчений снайпер Барр стріляв з парковки (за яку заплатив, кинувши монетку з відбитком пальця в автомат), коли сонце било йому в очі, в той час, як він міг стріляти з мосту прямо з автомобіля: тоді сонце було б за спиною, жертви виявилися б на одній лінії, а гільзи залишилися б в автомобілі? Один з пострілів влучив у каністру з рідиною (що зберегло кулю як доказ).
За Річером починають стежити, хтось наймає п'ятьох хуліганів, щоб його залякати. Річер йде по сліду замовника хуліганів і приходить до висновку, що його теж хочуть прибрати з дороги. Машина, з якої здійснювалася стеження, належить будівельній компанії, котра належала одній із п'яти жертв снайпера. Елен знаходить якусь міжнародну компанію, яка отримує незаконні контракти на благоустрій міст від корумпованих політиків. Річер і Елен розуміють, що Барр — невинна жертва, яку підставили.
Справа стає дедалі заплутанішою, Емерсон починає полювання на Річера. Той розуміє, що один з трьох: Емерсон, Алекс Родін або його дочка замішані в цій справі, оскільки більше ніхто про нього не знав. У той час в'язні жорстоко побила Джеймса Барра і він лежить у комі. Річер знаходить стрільбище, де тренувався Барр і отримує знімок і відбитки пальців таємного друга Бара, яким виявився бандит-снайпер. Емерсон бере Елен у заручники, але Річер «потрапляє у пастку» і за допомогою власника стрільбища сержанта-морпіха Кеша винищує всю банду. Барр приходить до тями і, втративши пам'ять стверджує, що стріляв із мосту прямо зі свого авто, тим самим підтверджуючи версію Річера.

## У ролях
- Том Круз — Джек Річер
- Розамунд Пайк — Елен Родін
- Роберт Дювалль — Кеш
- Вернер Герцог — Зек
- Річард Дженкінс — Алекс Родін
- Джай Кортні — Чарлі
- Девід Оєлово — Емерсон
- Ніколь Форестер — Ненсі Голт
- Джозеф Сікора — Джеймс Барр

## Знімання фільму
Через рік після виходу роману Лі Чайлда почалася робота над його кіноверсією, права на яку придбала компанія «Paramount». Спочатку в проєкті були зайняті три продюсера, один з яких, Кевін Месік, пізніше був фактично відсторонений від роботи над картиною і звернувся до суду з вимогою про компенсацію та надання права на роботу над продовженнями. Знімання фільму почалися восени 2011 року в Піттсбурзі.
На 21 жовтня 2016 року запланований вихід сиквела «Джек Річер: Ніколи не повертайся» (англ. Jack Reacher: Never Go Back), режисер — Едвард Цвік. У головних ролях задіяні актори: Том Круз, Даніка Ярош, Олдис Годж (Aldis Hodge), Патрик Г'юсингер (Patrick Heusinger), Голт МакКелені (Holt McCallany). Знімання фільму почалися 20 жовтня 2015 року в Новому Орлеані.

## Цікаві факти
- Спочатку прем'єра фільму повинна була відбутися в 2013 році. У березні 2012 року було повідомлено про перенесення прем'єри на 21 грудня 2012 року. Продюсери очікували на повторення успіху випущеного в цей же час в 2011 році фільму «Місія нездійсненна: Протокол Фантом», найкасовішого з циклу «Місія нездійсненна»
- На роль Елен Родін розглядалися Гейлі Етвел і Алекса Давалос.

## Авто, що зняті у фільмі
- Chevrolet Camaro II (1975)
- Chevrolet Chevelle SS (1970)
- Chevrolet Tahoe (2007)
- Dodge Charger (2006)
- Ford Crown Victoria (2000)
- GM C-series (1983)
- Audi A6 C6 (2005)
- Mercedes-Benz C204 (2011)